# 27 mars
27 mars är den 86:e dagen på året i den gregorianska kalendern (87:e under skottår). Det återstår 279 dagar av året.

## Återkommande bemärkelsedagar

### Helgdagar
- Påskdagen firas i västerländsk kristendom för att högtidlighålla Jesu återuppståndelse efter korsfästelsen, åren 1842, 1853, 1864, 1910, 1921, 1932, 2005, 2016

## Namnsdagar

### I den svenska almanackan
- Nuvarande – Rudolf och Ralf
- Föregående i bokstavsordning
  - Gustav – Namnet förekom tidvis på både 6 juli och 9 december, innan det 1708 flyttades till dagens datum. 1774 flyttades det till 6 juni, där det har funnits sedan dess.
  - Ralf – Namnet infördes 1986 på 26 juni, men flyttades 1993 till dagens datum och har funnits där sedan dess.
  - Raymond – Namnet infördes 1986 på 3 november, men flyttades 1993 till dagens datum och utgick 2001.
  - Rode – Namnet infördes på dagens datum 1986, men utgick 1993.
  - Rudi – Namnet infördes på dagens datum 1986, men utgick 1993.
  - Rudolf – Namnet fanns före 1901 på 17 april, men flyttades detta år till dagens datum. 1993 flyttades det till 27 augusti, men återfördes 2001 till dagens datum.
  - Rupert – Namnet infördes, till minne av Bayerns apostel Rupert av Salzburg, som dog 718, på dagens datum 1774. Det fanns där fram till 1901, då det utgick.
- Föregående i kronologisk ordning
  - Före 1708 – ?
  - 1708–1773 – Gustav
  - 1774–1900 – Rupert
  - 1901–1985 – Rudolf
  - 1986–1992 – Rudolf, Rode och Rudi
  - 1993–2000 – Ralf och Raymond
  - Från 2001 – Rudolf och Ralf
- Källor
  - Brylla, Eva (red.): Namnlängdsboken, Norstedts ordbok, Stockholm, 2000. ISBN 91-7227-204-X
  - af Klintberg, Bengt: Namnen i almanackan, Norstedts ordbok, Stockholm, 2001. ISBN 91-7227-292-9

### Finlandssvenska almanackan
- Nuvarande från 1929[1] – Torvald
- I föregående revideringar[a][2]
  - inga ändringar sedan 1929

## Händelser
- 1351 – Under det pågående bretonska tronföljdskriget utkämpas en arrangerad drabbning mellan sextio ädlingar, riddare och väpnare (30 på var sida) från de båda bretonska slotten Josselin och Ploërmel, vilken går till historien som De trettios kamp. Kampen är arrangerad för att bryta dödläget mellan de båda slotten och även om riddarna från Josselin står som segrare får drabbningen ingen större betydelse för krigets utgång. Av samtiden ses den dock som ett av de högsta bevisen på ädelmod och ridderlighet och den blir vida besjungen och romantiserad.
- 1625 – Vid Jakob I:s död efterträds han som kung av England, Skottland och Irland av sin son Karl I.
- 1782 – Charles Watson-Wentworth tillträder posten som Storbritanniens premiärminister för andra gången. 1765–1766 har han suttit på posten i ett år, men då tvingats avgå på grund av interna stridigheter i regeringen, och denna gång kommer han endast att sitta i tre månader, då han avlider i en influensaepidemi den 1 juli. Under dessa tre månader försöker han få slut på det amerikanska revolutionskriget, genom att i parlamentet propagera för att Storbritannien ska erkänna USA som självständig stat (vilket sker året därpå).
- 1794 – Sverige och Danmark ingår ett förbund, för att skydda sin utrikeshandel under det pågående europeiska stormaktskriget. Enligt detta ska de båda länderna undvika att angripa varandra, om de skulle bli indragna i kriget. Förbundet blir ett streck i räkningen för Rysslands planer, eftersom det innebär, att Sverige inte längre står isolerat vad gäller handel, vilket försvårar de ryska planerna på en erövring av det svenska Finland, vilka får skjutas upp i femton år.
- 1958 – Nikita Chrusjtjov, som har varit förste sekreterare för Sovjetunionens kommunistiska parti och därmed i praktiken Sovjetunionens ledare sedan 1953, tillträder formellt posten som Sovjetunionens premiärminister, då han avsätter den sittande Nikolaj Bulganin, eftersom denne inte entydigt har varit motståndare till den så kallade antipartigruppens misslyckade kuppförsök året före. Chrusjtjov blir dock själv avsatt från båda posterna av Leonid Brezjnev sex år senare och får tillbringa de återstående sju åren av sitt liv i husarrest.
- 1964 – Ett jordskalv inträffar strax utanför Alaskas stad Anchorage och går till historien som Långfredagsskalvet, eftersom det inträffar på långfredagen. Kraften i skalvet uppgår till 9,2 på momentmagnitudskalan, vilket innebär att det är det hittills kraftigaste skalv man har uppmätt i Nordamerika och det tredje kraftigaste i världshistorien (efter jordbävningen i Valdivia 1960 på 9,5 och jordbävningen i Indiska oceanen 2004 på 9,3). De materiella skadorna blir omfattande, men antalet dödsoffer uppgår endast till 131 personer, vilket är mycket lågt för ett skalv av denna magnitud.
- 1977 – Två Boeing 747-flygplan kolliderar i kraftig dimma på en startbana på flygplatsen på den spanska ön Teneriffa. Det blir världens hittills värsta flygkatastrof, då samtliga 248 personer (234 passagerare och 14 besättningsmedlemmar) ombord på det ena planet och 335 (326 passagerare och 9 besättningsmedlemmar) av 396 (380 passagerare och 16 besättningsmedlemmar) på det andra planet omkommer. Den totala dödssiffran uppgår alltså till 583 personer (560 passagerare och 23 besättningsmedlemmar), medan endast 61 (54 passagerare och 7 besättningsmedlemmar) överlever.
- 1980 – Den norska oljeplattformen Alexander L. Kielland i Nordsjön kantrar i en kraftig storm, när ett av dess stag går sönder, och 123 av de 212 arbetare som finns på plattformen omkommer. Det visar sig vid haveriundersökningen, att staget redan före olyckan har haft sprickor i sig, vilka troligen har uppkommit redan vid tillverkningen.
- 1989 – Den svenska tv-kanalen Nordic Channel inleder sina sändningar och blir den andra reklamfinansierade tv-kanalen i Sverige (efter TV3). När kanalen 1991 ska byta till ”numreringsnamn” får den namnet TV5 (numera Kanal 5), då ytterligare en numrerad kanal (TV4) har hunnit grundas 1990.
- 2002 – En självmordsbombare från palestinska Hamas utför Pesachmassakern, då han dödar 30 och skadar 140 israeler på Park Hotel i Netanya under den judiska påsken.
- 2004 – En 15- och en 16-årig pojke från Östersund fälls för ofredande, efter att de har kallat två jämnåriga flickor för ”hora” respektive ”slampa” och de döms att betala 5 000 kronor i skadestånd till vardera flicka och utföra 20 timmars ungdomstjänst. Åtalet har ursprungligen gällt förtal, men har ändrats under rättegången.

## Födda
- 972 – Robert II, kung av Frankrike 996-1031
- 1676 – Frans II Rákóczy, ungersk folkledare, furste av Transsylvanien 1704–1711
- 1785 – Ludvig XVII, titulärkung av Frankrike 1793-1795
- 1797 – Robert James Graves, irländsk läkare
- 1801 – Alexander Barrow, amerikansk politiker, senator för Louisiana 1841-1846
- 1809 – Georges-Eugène Haussmann, fransk stadsplanerare och finansman
- 1817 – Carl Wilhelm von Nägeli, schweizisk botaniker
- 1824 – Sam Lidman (1824–1897), svensk militär, lärare och kommunalpolitiker
- 1845 – Wilhelm Röntgen, tysk fysiker, upptäckare av röntgenstrålarna, mottagare av Nobelpriset i fysik 1901
- 1847 – Otto Wallach, tysk kemist, mottagare av Nobelpriset i kemi 1910
- 1857 – Karl Pearson, brittisk matematiker
- 1864 – Agostina Pietrantoni, italiensk nunna, sjuksköterska och helgon
- 1883 – Georg Fernquist, svensk teaterkamrer och skådespelare
- 1886 – Ludwig Mies van der Rohe, tysk arkitekt och arkitekturteoretiker
- 1888 – Sven Ohlon, svensk rektor och folkpartistisk politiker
- 1889 – Eugen Skjønberg, norsk skådespelare
- 1892 – John Degerberg, svensk skådespelare
- 1899 – Gloria Swanson, amerikansk skådespelare
- 1901
  - Carl Barks, amerikansk serietecknare (främst av disneyfiguren Kalle Anka), manusförfattare och konstnär
  - Eisaku Sato, japansk politiker, Japans premiärminister 1964–1972, mottagare av Nobels fredspris 1974
- 1907 – Tom Walter, svensk skådespelare
- 1912 – James Callaghan, brittisk labourpolitiker, parlamentsledamot 1945–1987, Storbritanniens finansminister 1964–1967, inrikesminister 1967–1970, utrikesminister 1974–1976 och premiärminister 1976–1979 samt partiledare för Labour 1976–1980
- 1917 – Cyrus Vance, amerikansk demokratisk politiker, USA:s utrikesminister 1977–1980
- 1920 – Carl-Henrik Norin född i Västerås, svensk kapellmästare, musikarrangör, kompositör och jazzsaxofonist
- 1921
  - Harry Järv, finländsk krigsveteran, anarkist, litteraturexpert, bibliotekarie och översättare
  - Richard Marner, brittisk skådespelare
- 1922
  - Jules Olitski, rysk-amerikansk konstnär och lärare
  - Bengt Sundmark, svensk skådespelare
- 1923 – Ulla Sallert, svensk sångare och skådespelare
- 1924 – Sarah Vaughan, amerikansk jazzsångare
- 1926 – Ulf von Zweigbergk, svensk skådespelare
- 1927 – Mstislav Rostropovitj, rysk cellist och dirigent
- 1930 – David Janssen, amerikansk skådespelare
- 1940 – Christina Jutterström, svensk journalist, chefredaktör för Dagens Nyheter 1982–1995 och för Expressen 1995–1996, vd för Sveriges Television 2001–2006
- 1941
  - Ivan Gašparovič, slovakisk politiker, Slovakiens president 2004–2014
  - Annica Risberg, svensk skådespelare och sångare
- 1942
  - Hans Ernback, svensk skådespelare, teaterregissör, dramatiker och konstnär
  - John E. Sulston, brittisk biolog, mottagare av Nobelpriset i fysiologi eller medicin 2002
  - Laila Westersund, svensk revyartist, skådespelare och sångare
  - Michael York, brittisk skådespelare
- 1956 – Thomas Wassberg, svensk längdskidåkare, bragdmedaljör
- 1963
  - Quentin Tarantino, amerikansk regissör, producent, skådespelare och manusförfattare
  - Maria da Graça Meneghel, amerikansk-brasiliansk skådespelare, tv-programledare, strippa och porrskådespelare med artistnamnet Xuxa
- 1969 – Mariah Carey, amerikansk sångare och skådespelare
- 1970 – Elizabeth Mitchell, amerikansk skådespelare
- 1971 – Johan Becker, finlandssvensk artist och låtskrivare
- 1974 – Gaizka Mendieta, spansk fotbollsspelare
- 1975 – Stacy Ferguson, amerikansk skådespelare och musiker med artistnamnet Fergie, medlem i gruppen The Black Eyed Peas
- 1980 – Cesare Cremonini, italiensk sångare och låtskrivare
- 1983 – Igor Picușceac, moldavisk fotbollsspelare
- 1984 – Alexandru Gațcan, moldavisk fotbollsspelare
- 1986
  - Johan Kvarnström, finländsk socialdemokratisk politiker
  - Manuel Neuer, tysk fotbollsspelare
- 1988 – Brenda Song, amerikansk skådespelare

## Avlidna
- 1191 – Clemens III, 60, född Paolo Scolari, påve sedan 1187
- 1221 – Berengaria av Portugal, 26, Danmarks drottning sedan 1214 (gift med Valdemar Sejr) (död denna dag eller 1 april)
- 1378 – Gregorius XI, 46, påve sedan 1370
- 1482 – Maria av Burgund, 25, regerande hertiginna av Burgund sedan 1477
- 1625 – Jakob I/VI, 58, kung av Skottland sedan 1567 samt av England och Irland sedan 1603
- 1714 – Charlotta Amalia av Hessen-Kassel, 63, Danmarks och Norges drottning 1670–1699 (gift med Kristian V)
- 1770 – Giovanni Battista Tiepolo, 74, italiensk målare
- 1805 – Johan Murberg, 70, svensk pedagog och författare, ledamot av Svenska Akademien sedan 1787
- 1809 – Joseph-Marie Vien, 92, fransk målare
- 1827 – Dimitrij Venevitinov, 21, rysk poet
- 1837 – Maria Fitzherbert, 80, brittisk adelsdam
- 1843 – Samuel McRoberts, 43, amerikansk politiker, senator för Illinois sedan 1841
- 1850 – Wilhelm Beer, 53, tysk astronom
- 1883 – John Brown, 56, brittisk betjänt, drottning Viktorias favorit
- 1889 – John Bright, 77, brittisk politiker, Storbritanniens handelsminister 1868–1871
- 1934 – Carrie E. Breck, 78, amerikansk sångförfattare
- 1938 – Ettore Majorana, 31, italiensk fysiker
- 1951 – Aleksi Lehtonen, 59, finländsk teolog och kyrkoman, biskop i Tammerfors stift 1934–1945 och ärkebiskop i Åbo stift sedan 1945
- 1966 – Ragnar Josephson, 75, svensk professor i konsthistoria, chef för Dramaten 1948–1951, ledamot av Svenska Akademien sedan 1960
- 1967 – Jaroslav Heyrovský, 76, tjeckisk kemist, mottagare av Nobelpriset i kemi 1959
- 1968 – Jurij Gagarin, 34, sovjetisk kosmonaut och den första människan i rymden
- 1981
  - Olle Björklund, 64, svensk skådespelare och tv-reporter
  - John Elfström, 78, svensk skådespelare
- 1983 – James Hayter, 75, brittisk skådespelare
- 1984 – Jack Donohue, 75, amerikansk filmregissör, koreograf, skådespelare och dansare
- 1985 – Ben Ramsey, 81, amerikansk demokratisk politiker, viceguvernör i Texas 1951–1961
- 1989
  - May Allison, 98, amerikansk skådespelare
  - Ruth Stevens, 86, svensk skådespelare
- 1998 – Ferry Porsche, 88, österrikisk-tysk bilkonstruktör
- 2000 – Ian Dury, 57, brittisk rockmusiker, sångare i gruppen Ian Dury and the Blockheads
- 2002
  - Milton Berle, 93, amerikansk manusförfattare, kompositör, komiker och skådespelare
  - Dudley Moore, 66, brittisk skådespelare
  - Billy Wilder, 95, amerikansk filmregissör
- 2005 – Bengt Bedrup, 76, svensk journalist och tv-profil
- 2007
  - Hans Hedberg, 89, svensk skulptör
  - Paul C. Lauterbur, 77, amerikansk kemist, mottagare av Nobelpriset i fysiologi eller medicin 2003
- 2011
  - Farley Granger, 85, amerikansk skådespelare
  - H.R.F. Keating, 84, brittisk deckarförfattare
- 2012
  - Adrienne Rich, 82, amerikansk poet och feminist
  - Warren Stevens, 92, amerikansk skådespelare
- 2013 – Hjalmar Andersen, 90, norsk skridskoåkare, cyklist och roddare med smeknamnet Hjallis
- 2014
  - Richard Nelson Frye, 94, amerikansk professor i iranistik
  - James R. Schlesinger, 85, amerikansk republikansk politiker, chef för underrättelsetjänsten CIA 1973 och USA:s försvarsminister 1973–1975
- 2015
  - Taras Kryjanovski, 34, rysk paralympisk skidskytt
  - Fillie Lyckow, 80, svensk skådespelare
  - Gertrud Sigurdsen, 92, svensk socialdemokratisk politiker, statsråd 1973–1976 och 1982–1989
- 2019 – Valerij Bykovskij, 84, rysk kosmonaut
- 2023 – Max Hardcore, 66, amerikansk skådespelare, regissör och producent
- 2024
  - Daniel Kahneman, 90, israelisk-amerikansk psykolog och nationalekonom, mottagare av Sveriges riksbanks pris i ekonomisk vetenskap till Alfred Nobels minne 2002
  - Joseph "Joe" Lieberman, 82, amerikansk demokratisk politiker (oberoende efter 2006), senator 1989–2013, vicepresidentkandidat 2000